# Моравський компроміс
Моравський компроміс (чеськ. Moravské vyrovnání; (нім.)Mährischer Ausgleich) — збірна назва чотирьох провінційних законів, прийнятих у 1905 році, які мали на меті забезпечити вирішення національних проблем між німцями та чехами в Моравському маркграфстві та таким чином досягти австро-чеського компромісу.

## Історія
Укладенню Моравського компромісу передували дев'ять років переговорів. Перший раунд переговорів розпочався у 1896 році і включав представників німецькомовного та чеськомовного населення, моравського крайового парламенту та цислейтанського уряду у Відні. Метою було не лише досягнення «національного» балансу, але й встановлення рівноваги між раніше привілейованими станами (великими землевласниками, представниками міської буржуазії), з одного боку, і більшістю населення (сільськими та селянськими верствами в сільській місцевості та промисловими робітниками в містах), з іншого. Головну роль у формуванні політичного компромісу відіграла центристська партія моравських землевласників, включаючи моравського губернатора Фелікса графа Веттера фон дер Лілі. Ключову роль у досягненні компромісу відіграв Йоганн фон Хлумецький, який добре знав місцеву політичну ситуацію, а також свободу дій, відкриту «Віднем», і наполегливо просував переговори вперед, коли вони заходили в глухий кут з окремих питань. 27 листопада 1905 року законодавчий пакет був нарешті підписаний і скріплений печаткою.

## Індивідуальні правила
Закон про вирівнювання шкіл, як і раніше в Богемії, регулював, що школи відповідної національності повинні приймати дітей своєї національності, щоб у майбутньому чеських дітей відправляли лише до чеських шкіл, а німецьких — лише до німецьких.

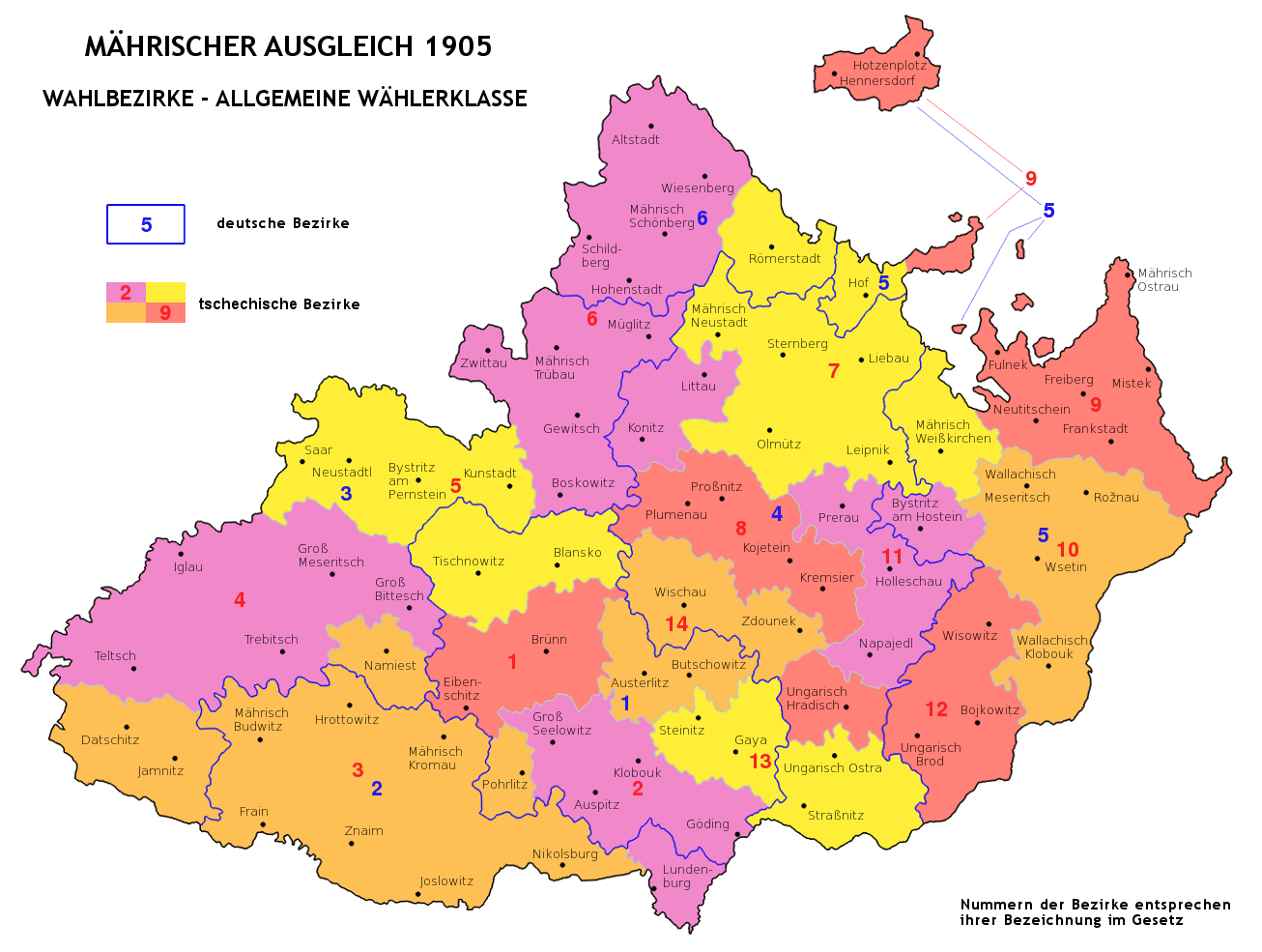
Богемські (чеські) та німецькі виборчі округи у виборчому класі сільських громад за Моравським крайовим законом від 27 листопада 1905 року

До провінційної конституції та правил провінційних виборів було внесено зміни, щоб у Моравському парламенті запровадити курії. З цією метою кількість представників у парламенті було збільшено зі 100 до 151. Відтоді Моравський парламент складався з трьох курій:
- курія великих землевласників з двома підгрупами, як і раніше, з 30 депутатами (переважно німецькими)
- курія чеських депутатів поза межами великих землевласників з 73 депутатами
- курія німецьких депутатів поза межами великих землевласників з 46 депутатами

Було запроваджено німецько-чеське пропорційне представництво для всієї адміністрації краю, а приналежність осіб, які мають право голосу на крайових виборах, до німецької чи чеської етнічної групи була організована за допомогою національних кадастрів, за допомогою яких спірні випадки могли бути вирішені в судовому порядку. Друга державна мова мала використовуватися в тих муніципалітетах, де нею розмовляло більше п'ятої частини населення.
Незважаючи на весь прогрес, досягнутий завдяки Компромісу, чехи, які становили майже три чверті населення Моравії, залишалися пригніченими в куріальній системі. Крім того, на відміну від Богемії, посади державних службовців були зарезервовані переважно для німців. Чехи прийняли компроміс, оскільки він принаймні дещо поліпшував їхнє становище, але розглядали його лише як «проміжний етап».

## Наслідки
За прикладом Моравського компромісу, аналогічна угода була укладена для чотиримовної Буковини в 1910 році («Буковинський компроміс»), а пізніше також для Галичини. Однак Галицький компроміс фактично втратив чинність через початок Першої світової війни.
Моравський компроміс також міг би слугувати моделлю для вирішення національного питання по всій Австро-Угорщині, але представники відповідних етнічних груп обрали конфронтацію на національному рівні — німці та угорці, щоб не втратити своєї першості, слов'яни, щоб домогтися повної автономії та незалежності — так що з 1907 року Цислейтанська імперська рада, зокрема, не могла функціонувати.

## Вебпосилання
- www.radio.cz/de 100 років Моравського компромісу/Розмова з Рудольфом Груліхом. Радіо Прага
- www.mitteleuropa.de Коротка інформація про «Моравський компроміс».